# 有村次左衛門
有村 次左衛門（ありむら じざえもん）は、江戸時代末期（幕末）の薩摩藩士、尊王攘夷派志士。諱は兼清。桜田門外の変（1860年）において井伊直弼の襲撃に水戸藩士１７人と薩摩藩から有村次左衛門が参加、井伊大老の首級を挙げたのち、重傷を負い、現在のパレスホテル東京付近で切腹した。

## 生涯
天保9年（1839年）、薩摩藩士有村兼善の四男として生まれる。母は連寿尼（森元高見の娘）。兄に有村俊斎（後の海江田信義）、有村雄助がいる。
剣術は薬丸兼義に薬丸自顕流を学び、後に江戸で北辰一刀流を修めた。
安政5年（1858年）兄の雄助とともに江戸で尊攘活動を行い、のちに脱藩し、水戸藩士らの志士と交流を深める。安政6年（1859年）に安政の大獄が起きるとそれに憤慨し、その実行者である大老井伊直弼暗殺を水戸藩士らと計画。翌安政7年3月3日（1860年3月24日）の朝、桃の節句祝いに登城する井伊を狙って江戸城桜田門外で行列を襲撃した（桜田門外の変）。
自身は行列中央の井伊の駕籠を襲い、路上に引きずり出して殺害し、首級をあげた。井伊の首級を持ち去ろうとしたが、供回りだった彦根藩士小河原秀之丞に後頭部を斬り付けられて重傷を負い、同行していた広岡子之次郎が小河原を斬り伏せるも若年寄遠藤胤統の辻番所付近で力尽きて自害を図る。有村はまず割腹しようと、着用していた皮の稽古胴を外そうとしたが紐を外せず、携帯していた短刀を雪上に立てて伸し掛かろうするも見当をつけられず、周囲の人々に井伊の首級を運ぶよう要請したが、応じる者はいなかったという。その後、水を飲めば早死にできるという割腹の教えに従って、手近な雪を口に含んでいたところを救出され、遠藤邸に運び込まれるが間もなく絶命した。享年21。明治35年（1902年）、正五位を追贈された。

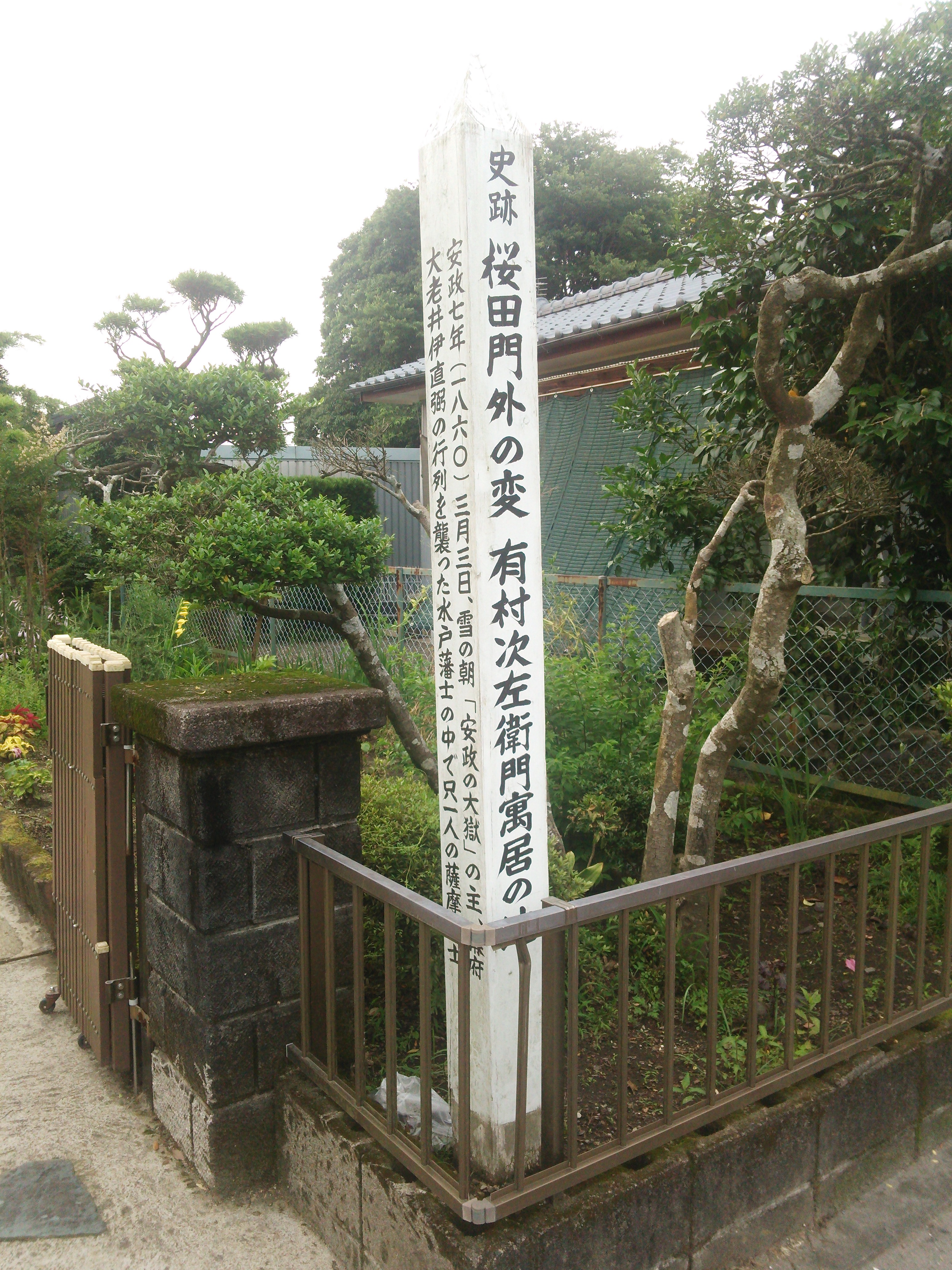
宮崎県都城市横市町に残る有村次左衛門寓居地の碑

## 親族
- 長兄：海江田信義
- 次兄：有村雄助（変後の幕府の追及に受けた薩摩藩に捕らえられ切腹[2]）
- 弟  ：有村國彦（第五銀行頭取）有村家を継ぐ。
- 養子：有村信清（1873年 - 1929年） 海江田信義の子。
- 信清室：有村コマ（1880年 - 1951年）
- 養孫：有村武雄（1909年 - 1952年）

## 登場する作品
- 『建国史 尊王攘夷』（1927年、映画、演：尾上多見太郎）
- 『花の生涯』（1963年、NHK大河ドラマ、演：山形勲）
- 『日本暗殺秘録』（1969年、映画、演：若山富三郎）
- 『陽だまりの樹』（手塚治虫原作、1981年、2000年にアニメ化、声：高瀬右光）
- 『白虎隊』（1986年、日本テレビ年末時代劇スペシャル、演：岡本富士太）
- 『田原坂』（1987年、日本テレビ年末時代劇スペシャル、演：岡本富士太）

各・杉山義法脚本、前年放送の『白虎隊』での登場シーンをそのまま流用。
- 『桜田門外ノ変』（吉村昭原作、1990年、2010年に映画化、演：坂東巳之助）
- 『西郷どん』（2018年、NHK大河ドラマ、演：山田大生）
- 『だんドーン』（泰三子既刊6巻、講談社『モーニング』2023年29号 より連載中）